# Invasión (novela)
Invasión es una novela de suspenso de 1997 del autor estadounidense Robin Cook. El libro fue adaptado en 1997 en la miniserie homónima Invasión.

## Argumento
Pequeñas rocas caen del cielo y, al tocarlas, desencadenan un virus latente que siempre ha existido en los humanos y comienza a mutarlos en una especie alienígena. Aprovechando su mentalidad de colmena, los alienígenas se dedican por completo a transformar a todos los humanos de la Tierra, y lo hacen con una rapidez alarmante. Solo un pequeño grupo de humanos restantes posee los conocimientos médicos necesarios para desarrollar anticuerpos que reviertan los efectos del virus.